# Вестминстерский договор (1462)

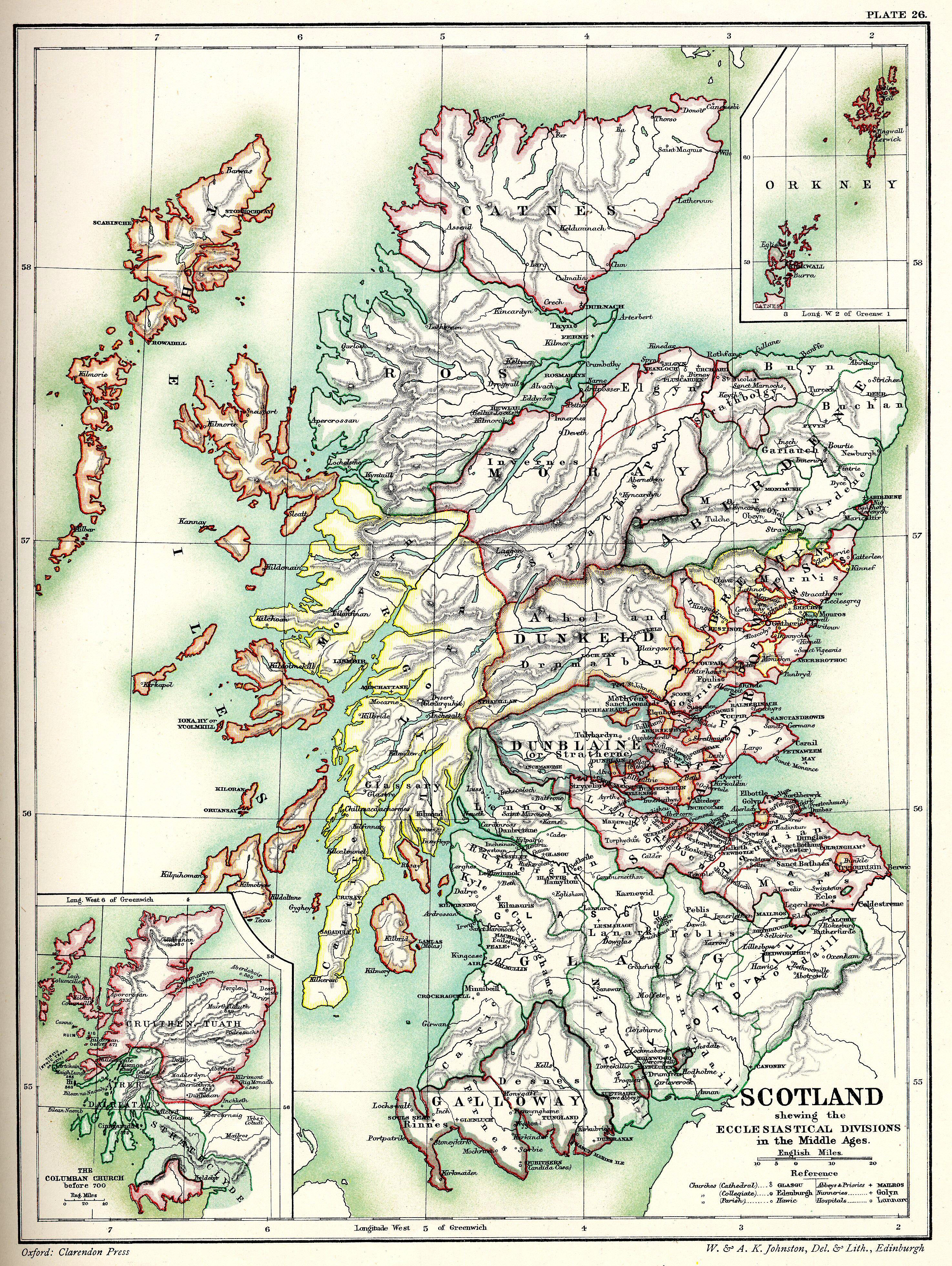
Королевство Шотландия в 1400 г.

Вестминстерский договор (англ. Treaty of Westminster, англ. Treaty of Westminster-Ardtornish}) — заключённый 13 февраля 1462 г. между королём Англии Эдуардом IV и лордом Островов Джоном II Макдональдом и 9-м графом Дуглас Джеймсом Дугласом.

## Предыстория
Шотландская корона во времена несовершеннолетия короля Шотландии Якова III в Войне Алой и Белой розы приняла сторону Ланкастеров, после битвы при Таутоне приняв беглого короля Англии Генриха VI, за поддержку Ланкастеры уступили Шотландии Берик-апон-Туид. 25 апреля 1461 года Берик был возвращён Шотландии.. Эдуард IV заключал новые союзы с недовольной английской и шотландской знатью, чтобы уменьшить угрозу, исходившую от бывшего короля в изгнании, который теперь находился в руках матери Якова III Марии Гелдерской.

## Подписание
Согласно договору, в случае завоевания Шотландии англичанами, королевство делилось на две части по заливу Ферт-оф-Форт
- северная часть переходила к лорду Островов Макдональд, Джону II Макдональду, получавшему королевский статус,
- южная часть переходила к 9-му графу Дугласу Джеймсу Дугласу, получавшему её во владение от английской короны

Граф Дуглас и его брат лорд Балвени Джон Дуглас отправились на запад Шотландии с предложениями Эдуарда IV. Шотландские лорды дали свое согласие из замка Ардторниш 19 октября 1461 года и отправили Ранальда Островного и архидьякона Островов Дункана посланниками в Лондон. Документы были окончательно оформлены и скреплены печатью в Вестминстерском дворце 13 февраля 1462 года и подписаны Эдуардом IV 17 марта 1462 года. граф Росса Джон, Дональд Баллок и его сын и наследник Джон, а также все жители Росса и островов становились подданными Эдуарда IV на Троицу

## Последствия

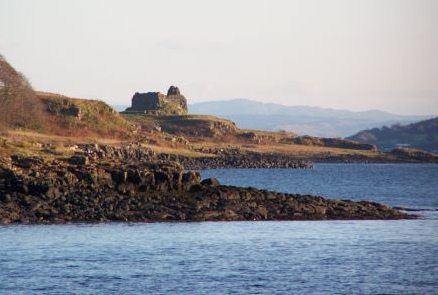
Замок Ардторниш.

Историк Норман Макдугалл считал, что значение соглашения было преувеличено более ранними историками, такими как Эндрю Лэнг, который описал договор как попытку «нанести удар Шотландии в спину кельтским кинжалом». Следствием этого стало нападение графа Росса на земли короны близ Инвернесса в 1462 и 1463 годах.
Яков III вступил в союз с Эдуардом IV по Йоркскому договору в 1464 г. В 1475 году английский двор раскрыл существование соглашения 1462 года; граф Росса Джон был привлечен к ответственности за государственную измену, в том числе за создание союзов с Эдуардом IV и изгнанным графом Дугласом. Джон смог успокоить ситуацию, только отказавшись от Росса (в который на тот момент входил Скай). В 1491 году, пытаясь вернуть его себе, его сводный племянник предпринял набег на Росс, который шотландский король затем смог использовать в качестве оправдания для упразднения лордства Островов.
5-й граф Ангус Арчибальд Дуглас сыграл значительную роль в будущем договоре о вечном мире (1502) и его продолжении — Гринвичском договоре (1543 г.). Дугласы, как правило, в то время возглавляли проанглийскую партию в Шотландии, добиваясь того, что в конечном итоге стало союзом корон и королевством Великобритания.